# Margareta Kozuch

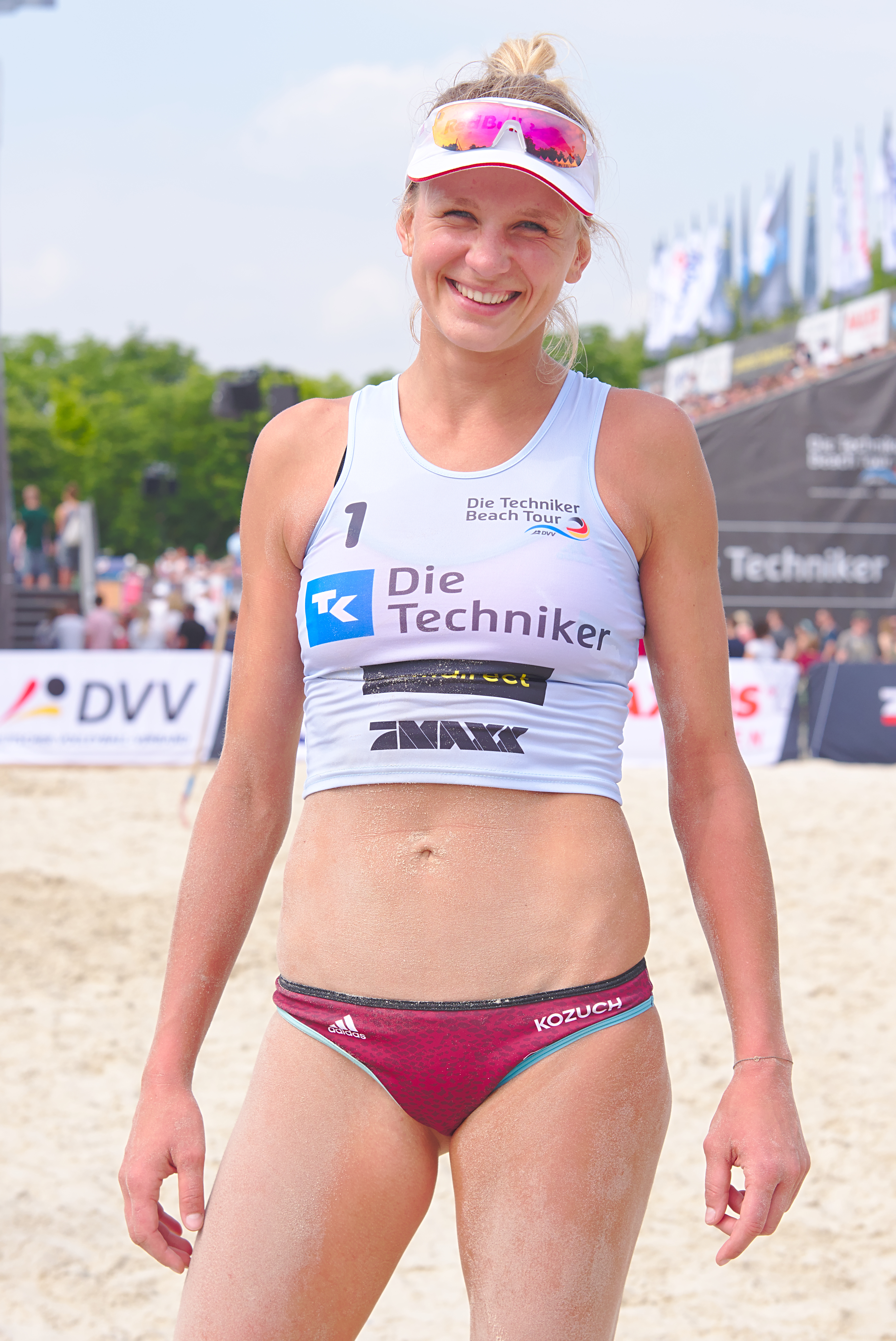
Margareta Kozuch siatkarką plażową w 2018 roku

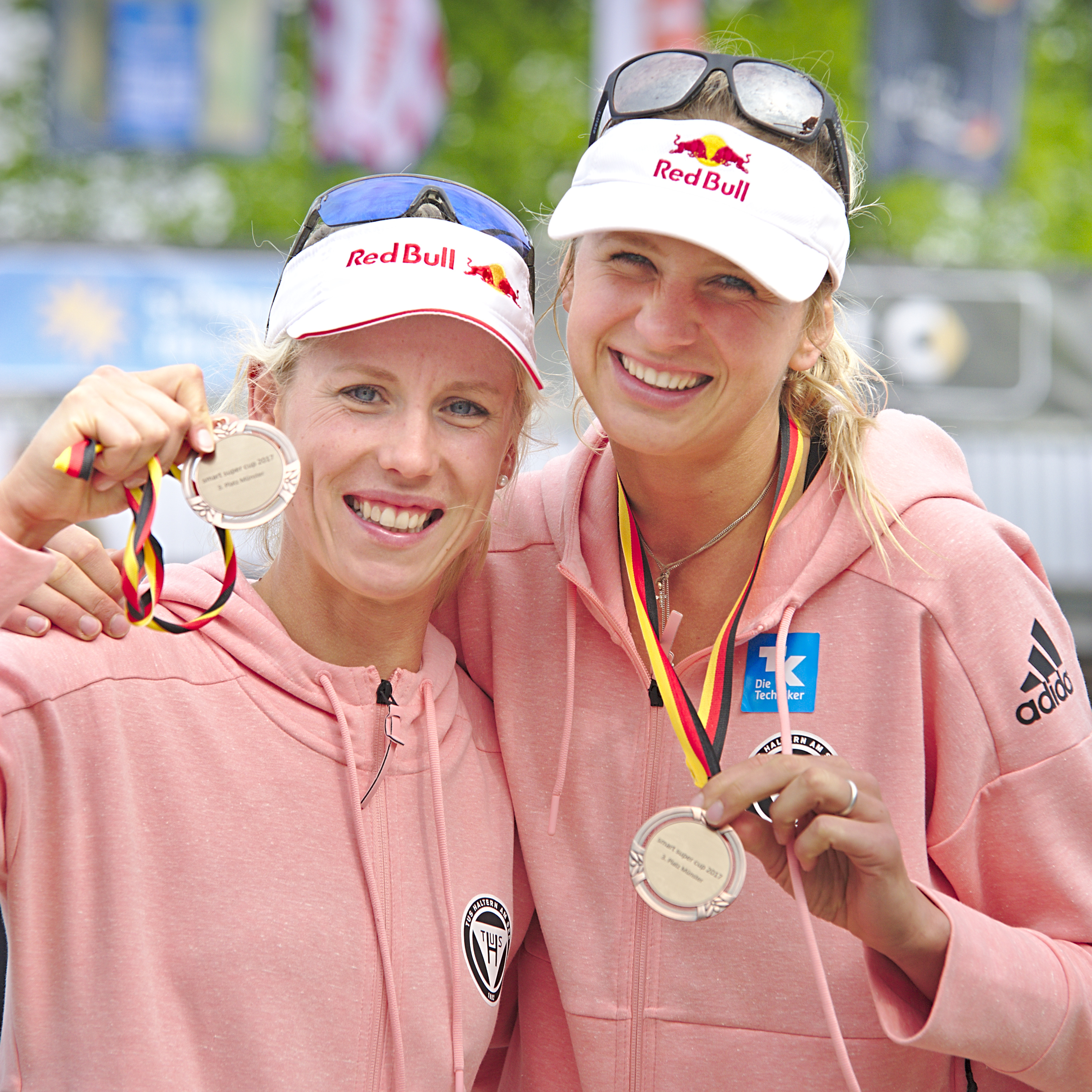
Karla Borger i Margareta Kozuch w turnieju siatkówki plażowej w 2017 roku

Margareta Anna Kozuch, a także Małgorzata Kożuch (ur. 30 października 1986 roku w Hamburgu) – niemiecka siatkarka polskiego pochodzenia, reprezentantka Niemiec. Gra na pozycji atakującej oraz przyjmującej. W 2005 roku zadebiutowała w kadrze narodowej Niemiec. 

## Życie prywatne
Siatkarską karierę rozpoczynała w wieku 11 lat. Jej ojciec, Miroslav Kozuch, także był siatkarzem. W lipcu 2022 roku urodziła syna. Jej mężem jest Włoch Nicolò Gorla.

## Siatkówka halowa

### Sukcesy klubowe
Puchar CEV:
- 2009

Liga włoska:
- 2009

Liga polska:
- 2012

Superpuchar Włoch:
- 2012, 2015

Liga Mistrzyń:
- 2016
- 2013

Liga azerska:
- 2014

Liga chińska:
- 2015

### Sukcesy reprezentacyjne
Grand Prix:
- 2009

Mistrzostwa Europy:
- 2011, 2013

Liga Europejska:
- 2013

Volley Masters Montreux:
- 2014

### Nagrody indywidualne
- 2009: Najlepsza punktująca Mistrzostw Europy
- 2011: Najlepsza atakująca Mistrzostw Europy
- 2013: Najlepsza atakująca i punktująca Ligi Europejskiej[4]
- 2013: Najlepsza serwująca Mistrzostw Europy
- 2014: MVP turnieju Volley Masters Montreux
- 2016: Najlepsza atakująca turnieju finałowego Ligi Mistrzyń

### Wyróżnienia
- 2010: Najlepsza siatkarka roku w Niemczech
- 2011: Najlepsza siatkarka roku w Niemczech[5]
- 2012: Najlepsza siatkarka roku w Niemczech[5]
- 2013: Najlepsza siatkarka roku w Niemczech[6]

## Siatkówka plażowa

### Partnerki[7]
- 2017 Laura Ludwig
- 2017-2018 Karla Borger
- 2019-2021 Laura Ludwig
- 2021 Cinja Tillmann
- 2024- Sarah Schneider

### Sukcesy
World Tour 2018:
Faza turniejowa
- Ostrawa

World Tour 2019:
Faza finałowa
- Rzym[8]

World Tour 2024:
Faza turniejowa
- Mesyna[9]